# Rohozec (district de Kutná Hora)
Pour les articles homonymes, voir Rohozec.
Rohozec (en allemand : Rohosetz) est une commune du district de Kutná Hora, dans la région de Bohême-Centrale, en République tchèque. Sa population s'élevait à 307 habitants en 2021.

## Géographie
Rohozec se trouve à 9 km à l'est-nord-est de Kutná Hora et à 69 km à l'est-sud-est de Prague.
La commune est limitée par Svatý Mikuláš au nord-ouest, par Záboří nad Labem et Svatý Mikuláš au nord, par Horušice et Horka I à l'est, par Žehušice au sud-est, par Chotusice au sud et par Církvice au sud-ouest.

## Histoire
La première mention écrite de la localité date de 1407.

## Transports
Par la route, Rohozec se trouve à 10 km de Kutná Hora, à 37 km de Pardubice et à 81 km de Prague.